# Ескудо Східного Тимору
Ескудо Східного Тимору (порт. Escudo timorense) – грошова одиниця валюти Португальського Тимору з 1959 по 1975 роках, один ескудо складався з 100 сентаво.

## Банкноти і монети

### Банкноти
Перші банкноти, датовані 1959 роком, були номіналом 30, 60, 100 і 500 ескудо. В 1967 році були введені банкноти номіналом 20 і 50 ескудо, а потім 1000 ескудо в 1968 році. Усі паперові гроші випускав Національний заморський банк.

### Монети
Перші випущені монети, датовані 1958 роком були номіналом 10, 30 і 60 сентаво, 1, 3 і 6 ескудо. Незвичайні номінали могли бути пов’язані з обмінним курсом попередньої валюти. 10 і 30 сентаво були викарбувані з бронзи, 60 сентаво і 1 ескудо — з мельхіору, а 3 і 6 ескудо зі срібла. У 1964 році було введено срібні 10 ескудо, а в 1970 році більш звичайні номіналом в 20 і 50 сентаво, 1, ½, 5 і 10 ескудо. 20 і 50 сентаво та 1 ескудо були викарбувані з бронзи, а більші номінали викарбувані з мельхіору.